# Резек, Якуб
Я́куб Ре́зек (чеш. Jakub Rezek; 29 мая 1998 года, Угерски-Брод, Чехия) — чешский футболист, полузащитник чешского клуба «Словацко», на правах аренды выступающий за «Пардубице».

## Карьера
Резек является воспитанником Оломоуцкой «Сигмы». В начале 2016 года перешёл в клуб «Словацко». С сезона 2016/17 привлекается к тренировкам и играм основной команды. 18 марта 2017 года дебютировал в чемпионате Чехии в поединке против «Млады-Болеслав», выйдя на замену на 69-й минуте Давида Махалика.
Выступал за юношеские сборные Чехии разных возрастов.